# Amsterdam Holendrecht vasútállomás
Amsterdam Holendrecht vasútállomás vasútállomás Hollandiában, Amszterdam városában.

## Vasútvonalak
Az állomást az alábbi vasútvonalak érintik:
- Amsterdam–Arnhem-vasútvonal
- 54-es metró
- 50-es metróvonal

## Kapcsolódó állomások
A vasútállomáshoz az alábbi állomások vannak a legközelebb:
- Amsterdam Bijlmer ArenA (2008. december 14. – , Amsterdam Centraal, Amsterdam–Arnhem-vasútvonal)
- Abcoude vasútállomás (2008. december 14. – , Emmerich-Elten railway station, Amsterdam–Arnhem-vasútvonal)
- Bullewijk (Isolatorweg, 50-es metróvonal)
- Reigersbos (Gein, 50-es metróvonal, 54-es metró)
- Bullewijk (Metrostation Centraal Station, 54-es metró)